# Röthenbach (Allgäu)

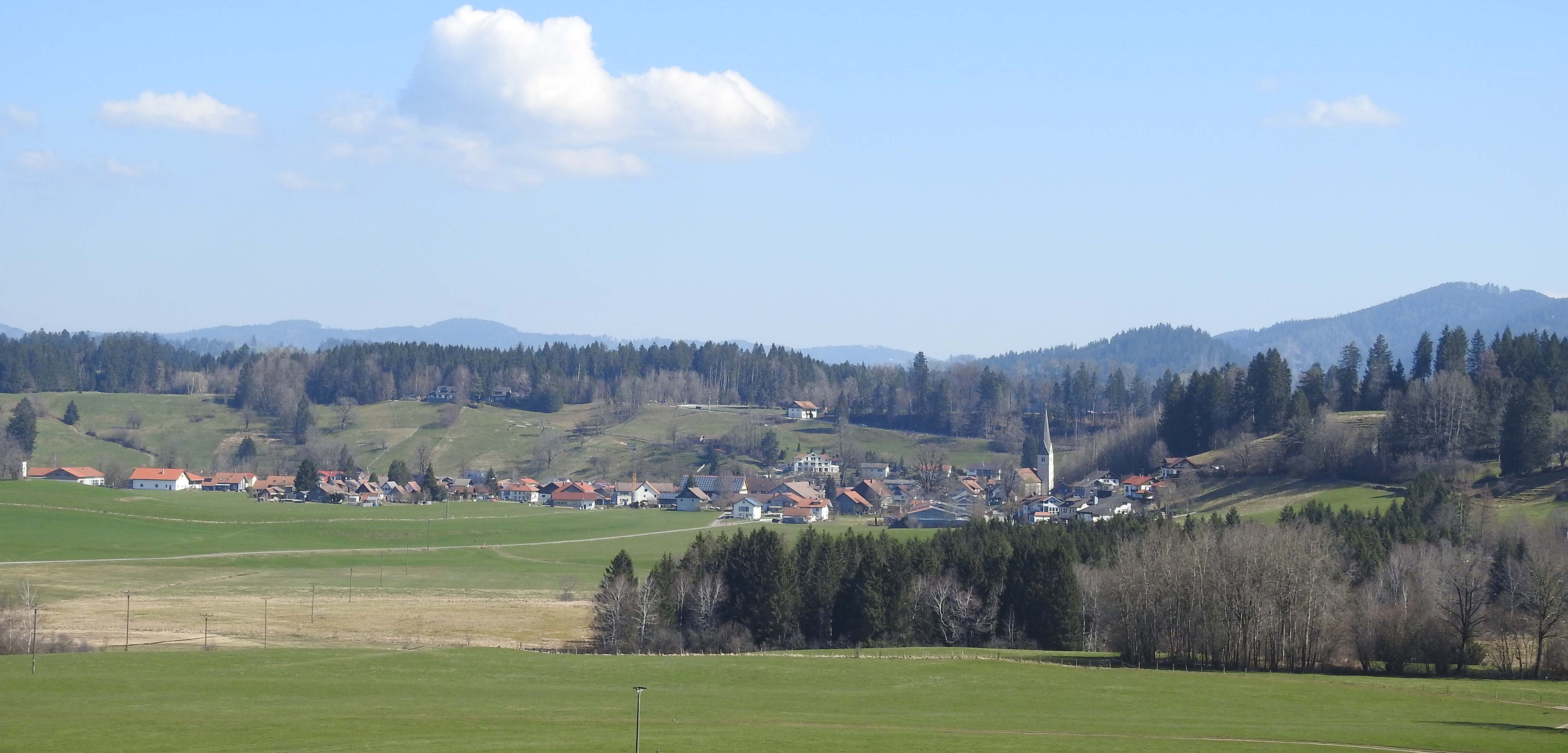
Röthenbach (Allgäu) von Westen

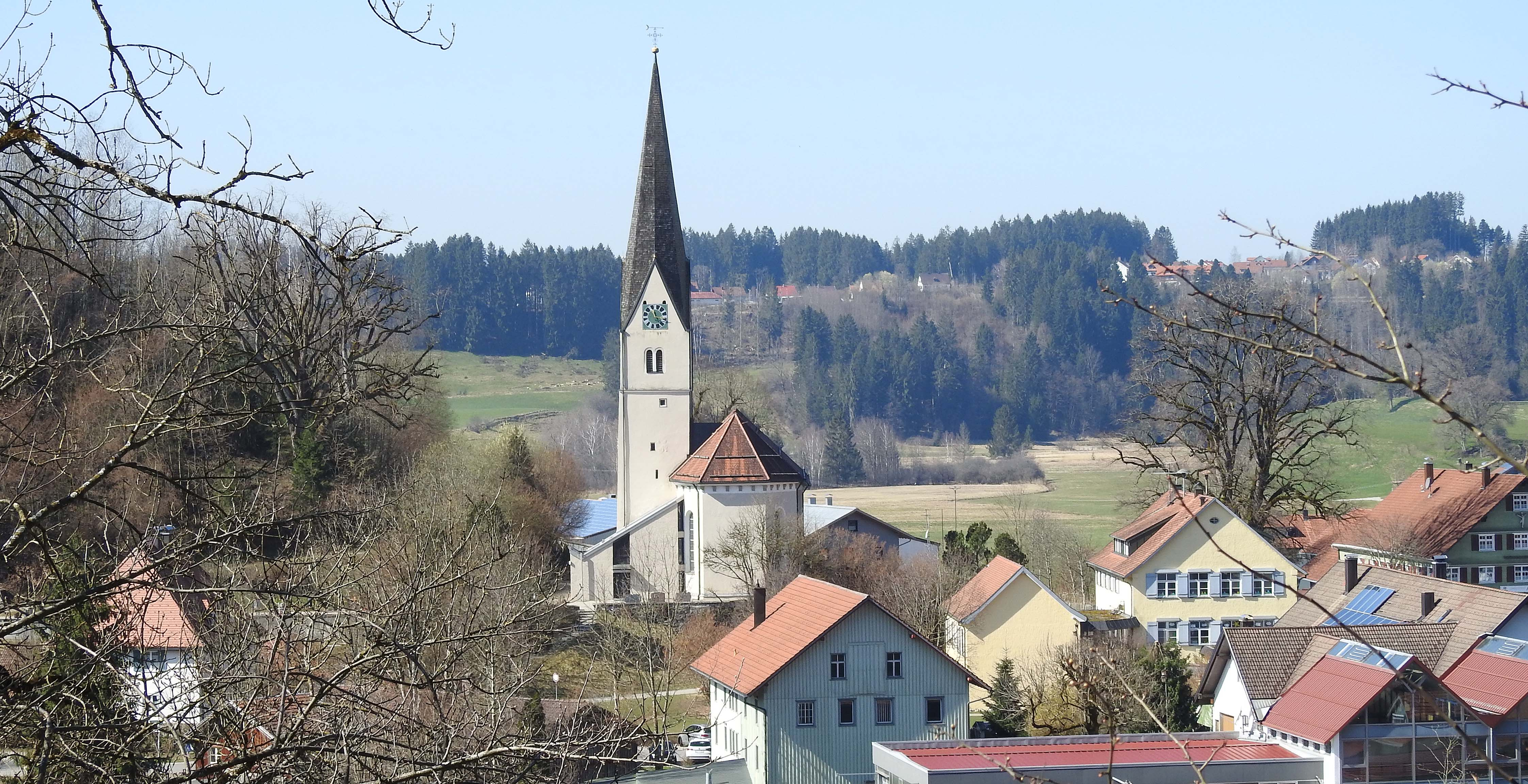
Röthenbach (Allgäu) von Osten

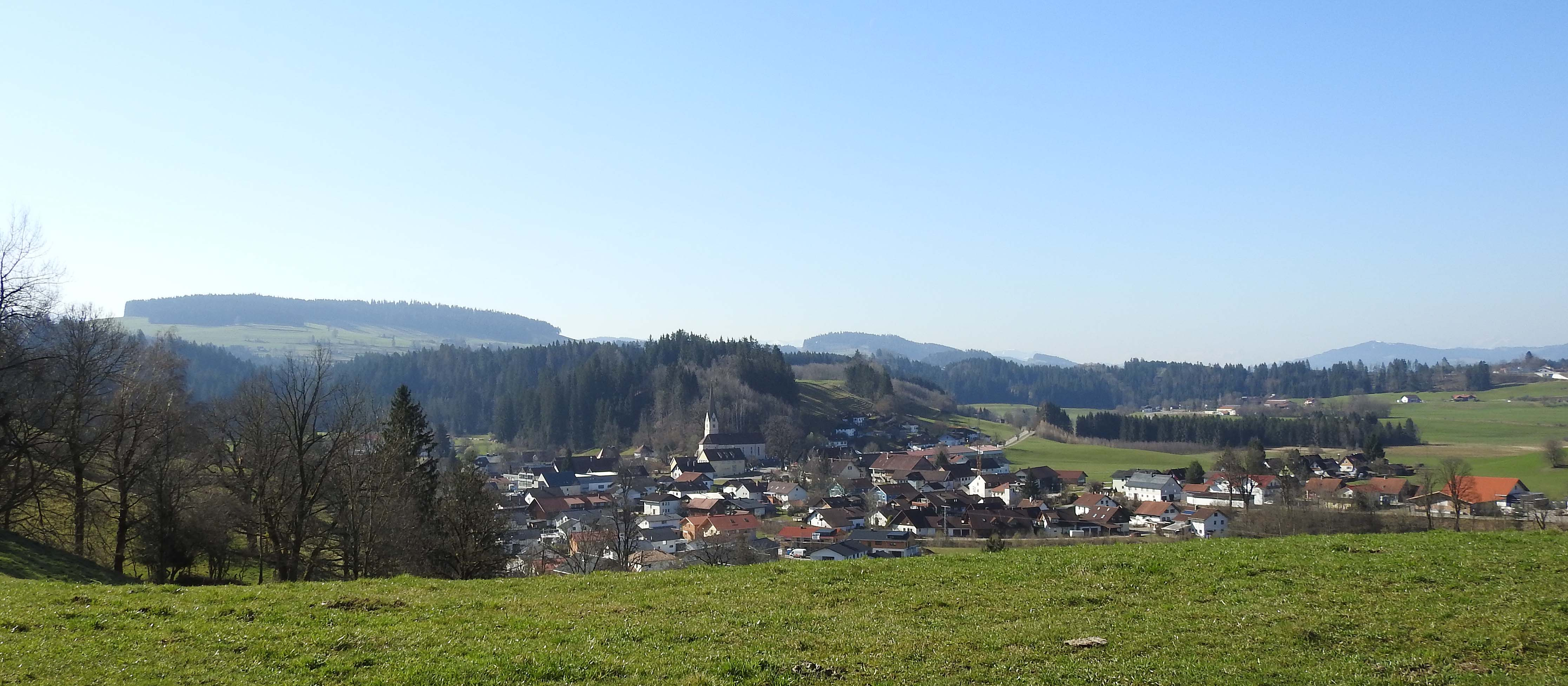
Röthenbach (Allgäu) von Norden

Röthenbach (Allgäu) (westallgäuerisch Rethəbach) ist eine Gemeinde im schwäbischen Landkreis Lindau (Bodensee). Der gleichnamige Hauptort ist Sitz der Gemeindeverwaltung und der Verwaltungsgemeinschaft Argental.

## Geografie

### Lage
Röthenbach (Allgäu) liegt in der Region Allgäu, genauer im Westallgäu. Die Gemeinde liegt zwischen den Alpen und dem Bodensee.

### Gemeindegliederung
Es gibt 17 Gemeindeteile (in Klammern ist der Siedlungstyp angegeben):
- Auers (Dorf)
- Bauschwanden (Weiler)
- Brettweg (Weiler)
- Egg (Dorf)
- Giesenberg (Weiler)
- Happareute (Dorf)
- Harratried (Dorf)
- Höll (Einöde)
- Kimpflen (Dorf)
- Oberhäuser (Dorf)
- Oberschmitten (Weiler)
- Rentershofen (Dorf)
- Röthenbach (Pfarrdorf)
- Schmalenberg (Weiler)
- Steinegaden (Dorf)
- Vogelsang (Weiler)
- Wigglis (Weiler)

Es gibt nur die Gemarkung Röthenbach (Allgäu).

### Nachbargemeinden
|                      | Argenbühl                                   | Gestratz   |
| Heimenkirch          | Kompassrose, die auf Nachbargemeinden zeigt | Grünenbach |
| Lindenberg im Allgäu | Weiler-Simmerberg                           |            |

## Geschichte

### Bis zum 18. Jahrhundert
Bei Röthenbach und Oberhäuser fanden sich Reste von römischen burgi, turmartigen Gebäude, die zur Verstärkung der Grenzbefestigung zwischen den Kastellen im Abstand von etwa 1,5 bis zwei Kilometer mit einer fast quadratischen Grundfläche von zehn bis zwölf Metern Seitenlänge errichtet wurden.
Durch das Gemeindegebiet führte obendrein die Römerstraße Kempten–Bregenz, deren genauer Trassenverlauf zwischen Grünenbach und Dreiheiligen aber ungeklärt blieb und bisher nicht archäologisch nachgewiesen werden konnte.
Im Jahre 861 n. Chr. wurde Röthenbach erstmals urkundlich erwähnt.
Der Ort gehörte bei der Gründung des Klosters Mehrerau bei Bregenz 1097 durch Graf Ulrich X. von Bregenz zu dessen Besitz. Nach dem Aussterben der Udalriche, der Klostergründer, wurde Mehrerau das Hauskloster des nachfolgenden Herrschergeschlechts, den Grafen von Montfort. Das Kloster entwickelte sich zum wichtigsten Grundherrn in Röthenbach.
Im 14. und 15. Jahrhundert stand der Ort unter der Herrschaft der Grafen von Montfort.
Am 1. Februar 1771 wurde die vorderösterreichische Postlinie Bregenz-Weiler/Dorenwaid-Kempten eröffnet, die von Weiler über Röthenbach nach Kimpflen führte.

### 19. und 20. Jahrhundert
Seit den Friedensverträgen von Brünn und Preßburg 1805 gehört der Ort zu Bayern. Im Zuge der Verwaltungsreformen in Bayern entstand mit dem Gemeindeedikt von 1818 die heutige Gemeinde.
Der Bau des Rentershofener Bahndamms zwischen 1847 und 1853 erbrachte der Gemeinde durch die vielen dort tätigen Arbeitskräfte einen wirtschaftlichen Aufschwung. Der Bahnhof Röthenbach (Allgäu) im Gemeindeteil Oberhäuser wurde am 12. Oktober 1853 eröffnet.
1893 wurde die Bahnlinie Röthenbach–Weiler eröffnet und 1901 die Verbindung nach Scheidegg.

### Einwohnerentwicklung
| Datum | Einwohner |
| ----- | --------- |
| 1890  | 1099      |
| 1910  | 1322      |
| 1954  | 1624      |
| 1970  | 1491      |
| 1987  | 1007      |
| 1991  | 1666      |
| 1995  | 1655      |
| 2000  | 1722      |
| 2005  | 1744      |
| 2010  | 1694      |
| 2015  | 1769      |

Zwischen 1988 und 2018 wuchs die Gemeinde von 1581 auf 1845 um 264 Einwohner bzw. um 16,7 %.

## Politik

### Gemeinderat
Die Gemeinderatswahl 2020 erbrachte folgende Stimmenanteile:
| Gemeinderatswahl | FWG    | Grüne  |
| ---------------- | ------ | ------ |
| 2020             | 63,8 % | 36,2 % |

### Bürgermeister

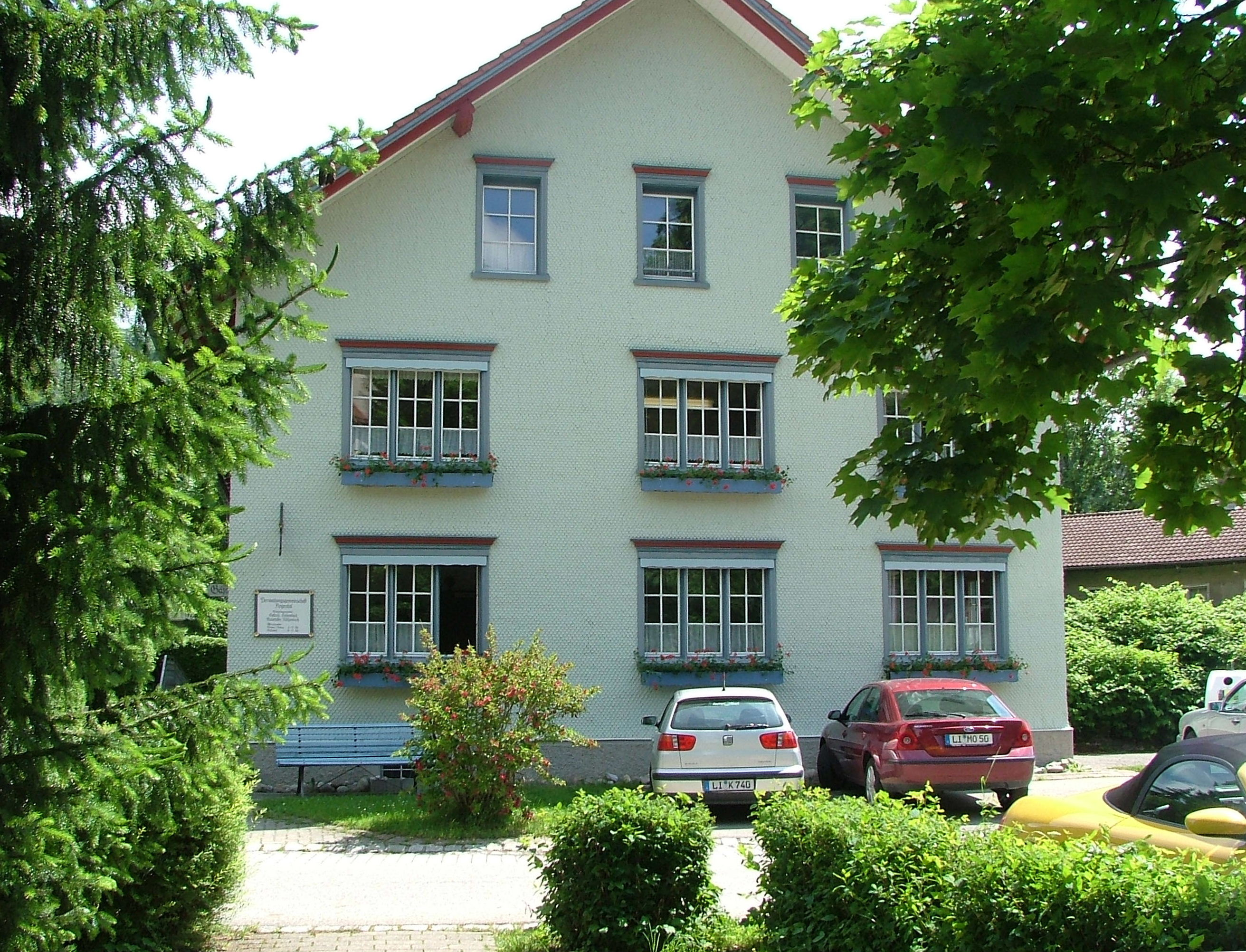
Rathaus Röthenbach

Bürgermeister ist seit der Kommunalwahl 2014 Stephan Höß (Freie Wähler).

### Wappen
| Wappen Gde. Röthenbach | Blasonierung: „Geteilt; oben gespalten von Silber und Rot, darauf schräg gekreuzt ein Schlüssel und ein Schwert in verwechselten Farben; unten in Silber eine dreilatzige golden befranste rote Sturmfahne mit drei goldenen Ringen.“ |
| Wappen Gde. Röthenbach | Wappenführung seit 1979 |

### Partnergemeinden
- Rives de l’Yon in Frankreich, seit 1989

## Baudenkmäler

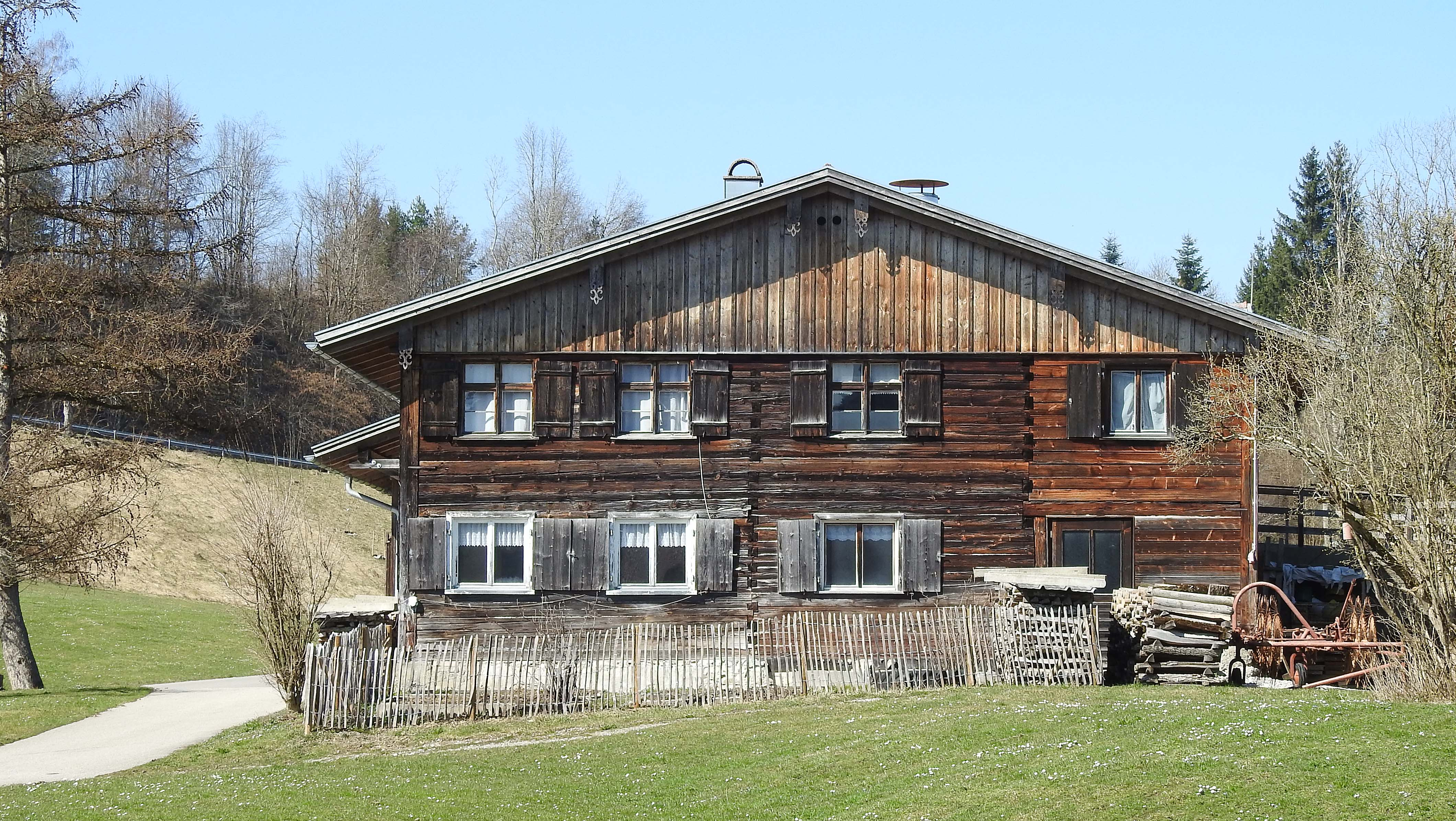
Ehem. Kleinbauernhaus in Rentershofen

## Wirtschaft und Infrastruktur

### Wirtschaft einschließlich Land- und Forstwirtschaft

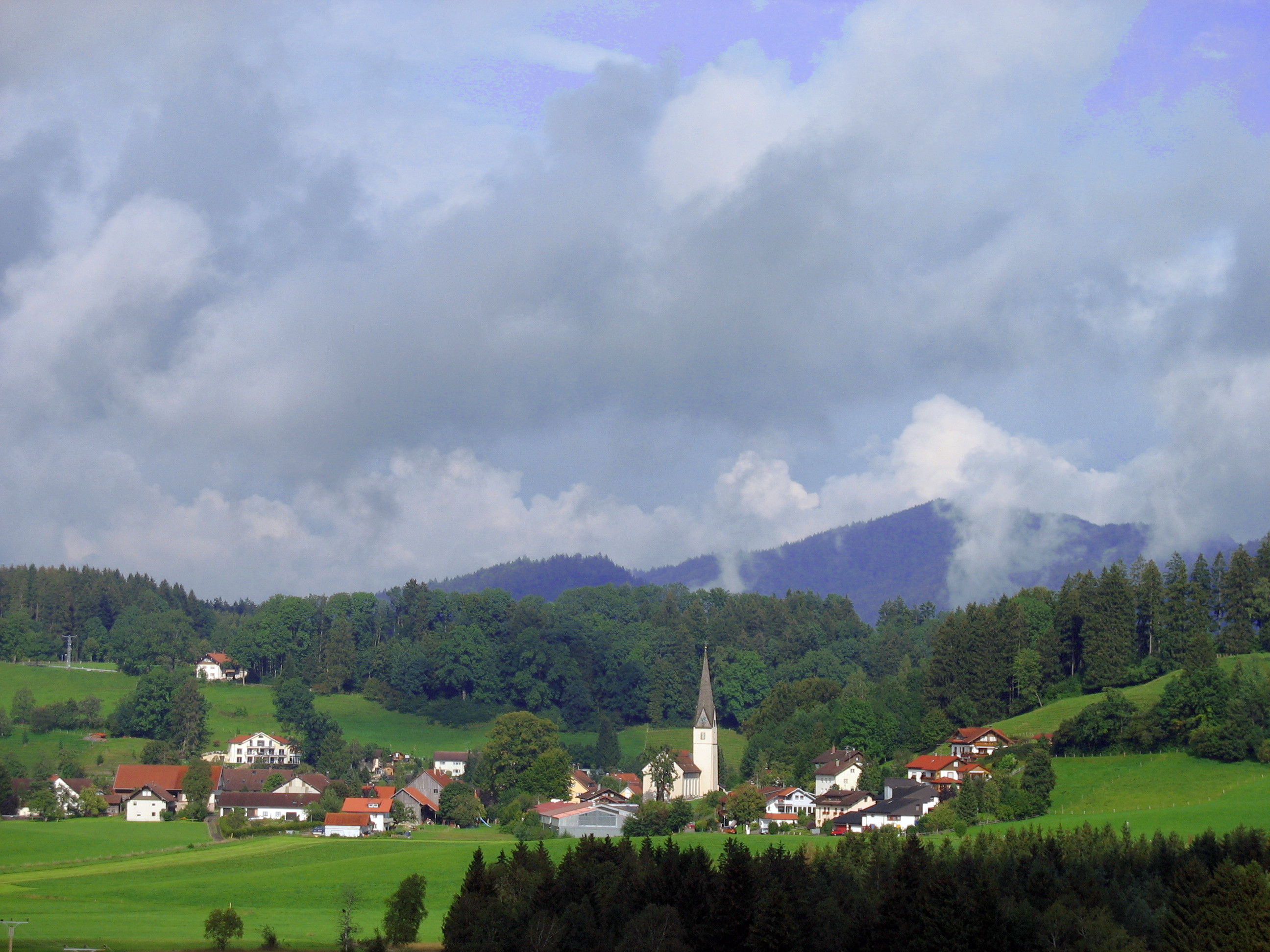
Blick von Oberhäuser nach Röthenbach

2022 gab es 726 sozialversicherungspflichtig Beschäftigte am Arbeitsort, 889 sozialversicherungspflichtig Beschäftigte am Wohnort und 20 Arbeitslose. Im verarbeitenden Gewerbe gab es fünf, im Bauhauptgewerbe sieben Betriebe. 2020 36 landwirtschaftliche Betriebe mit einer landwirtschaftlich genutzten Fläche von 678 ha.

### Verkehr
Röthenbach ist über Staatsstraßen an die Bundesstraßen 12, 32 und 308 (Deutsche Alpenstraße) angebunden, die jeweils wenige Kilometer entfernt am Ort vorbeiführen. Die nächstgelegene Autobahn ist knapp 20 km entfernt (A 96 bei Wangen im Allgäu).
Röthenbach besitzt einen Bahnhof an der Bahnstrecke Buchloe–Lindau, der knapp zwei Kilometer westlich außerhalb im Gemeindeteil Oberhäuser liegt.
Röthenbach liegt am Bodensee-Königssee-Radweg, welcher in Lindau beginnt und zunächst über Hergatz und Eglofstal nach Röthenbach und weiter über Stiefenhofen nach Oberstaufen führt.

### Einrichtungen
Im Ort befindet sich das Freizeitzentrum Rentershofen mit Freibad, Fußballplatz und Mehrzweckhalle.

### Bildung
Im Jahr 2023 gab es folgende Einrichtungen:
- zwei Kindergärten: 140 Kindergartenplätze mit 115 Kindern
- Volksschule: eine mit vier Lehrern und 81 Schülern
- Schwimmschule im Freibad Rentershofen

### Vereine
- Der TSV Röthenbach wurde im Jahre 1949 gegründet. Mittlerweile hat der Verein mit den Abteilungen Turnen, Fußball, Volleyball, und Tennis fast 800 Mitglieder und ist der größte Verein in der Gemeinde Röthenbach.
- Kapellenverein St. Christophorus Auers
Der Kapellenverein St. Christophorus Auers ist einer der jüngsten Vereine Röthenbachs. Mitte der 1990er Jahre wurde der Verein von einigen Bewohnern des Röthenbacher Ortsteils Auers gegründet, mit dem Ziel, eine eigene Andachtskapelle zu errichten. Im Jahr 1996 begannen die Bauarbeiten, die größtenteils ehrenamtlich durchgeführt werden konnten. Am 20. Juli 1997 konnte die Kapelle schließlich feierlich eingeweiht werden.
Am ersten Sonntag im Monat wird dort abends Rosenkranz gebetet. Außerdem findet im Sommer ein jährliches Kapellenfest statt.
- Kontrapunkt
Der gemischte Chor Kontrapunkt wurde 1992 von der damaligen Röthenbacher Organistin Gudrun Schmitt ins Leben gerufen. Die zwölf Gründungsmitglieder hatten am 20. April 1992 den ersten Auftritt in der Pfarrkirche St. Martin.
Im Jahr 2008 hat der Chor 34 Mitglieder, die sich regelmäßig im Pfarrheim Röthenbach treffen.
- Musikkapelle Röthenbach 1840 e. V.
Die Musikkapelle Röthenbach wurde zum ersten Mal 1840 schriftlich erwähnt. Als Gründer des Vereins ist der Happareutener Musikant Josef Mader überliefert.
- Weitere Vereine in Röthenbach.[9]

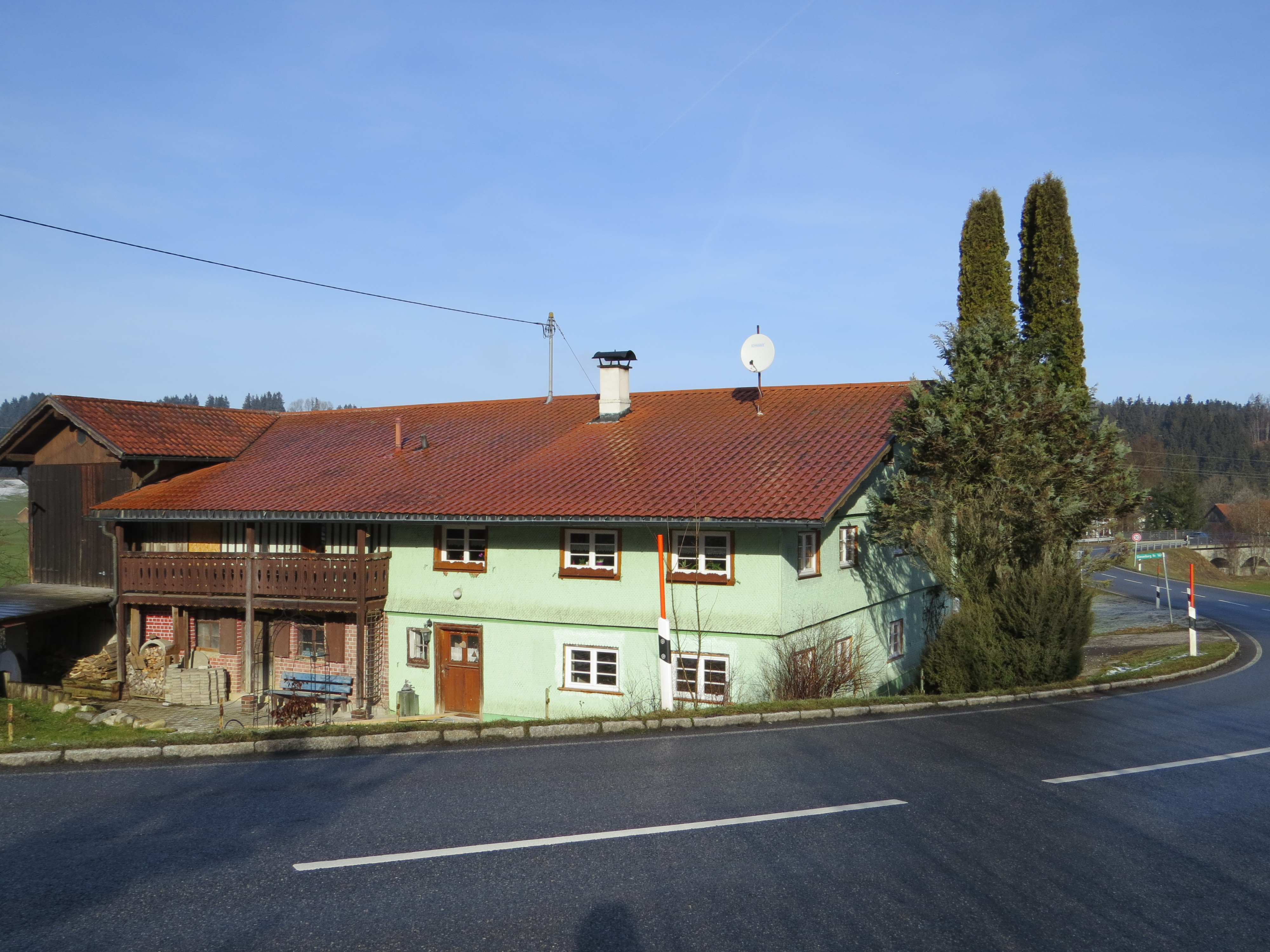
Giesenberg
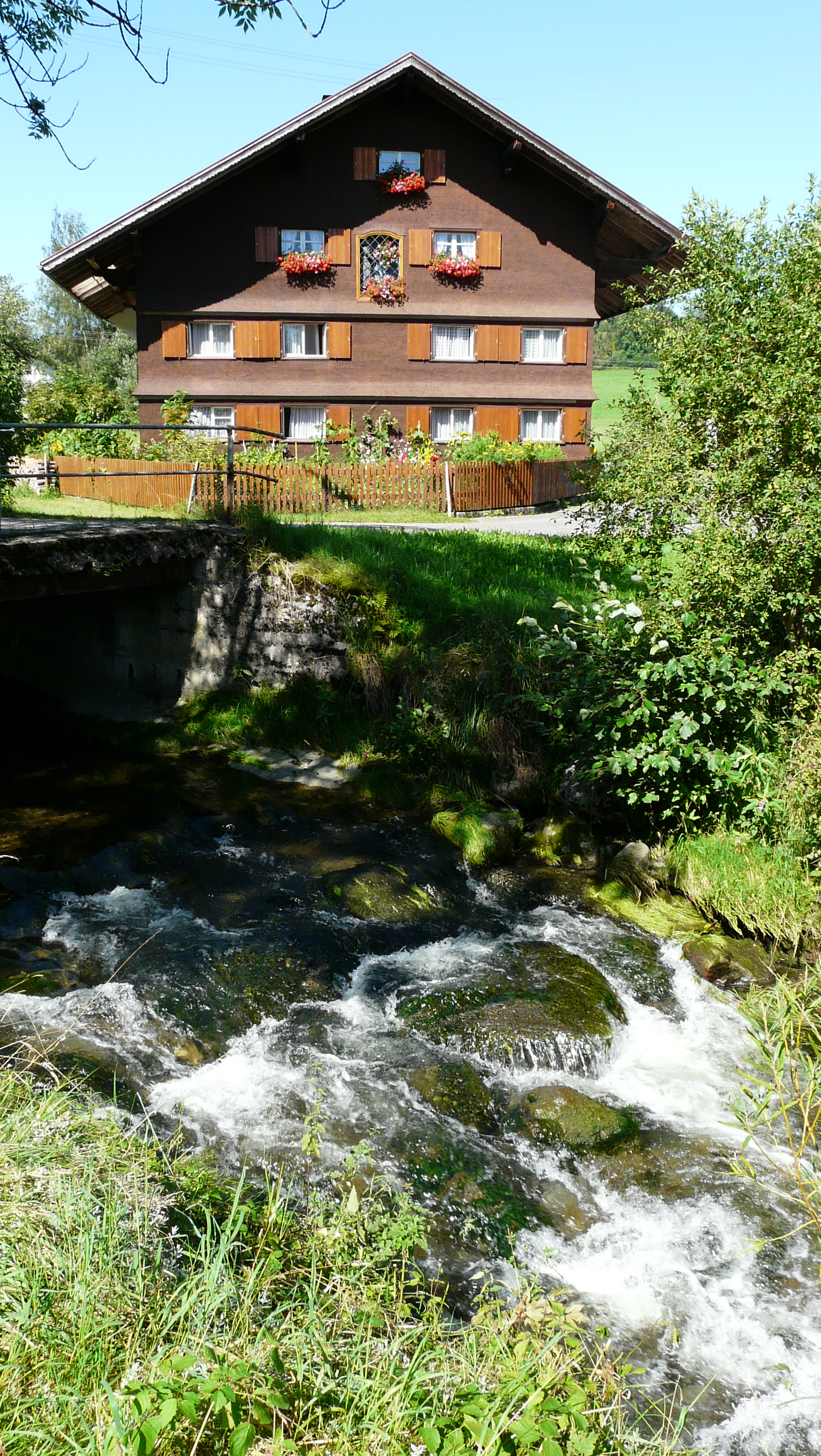
Oberschmitten am Röthenbach
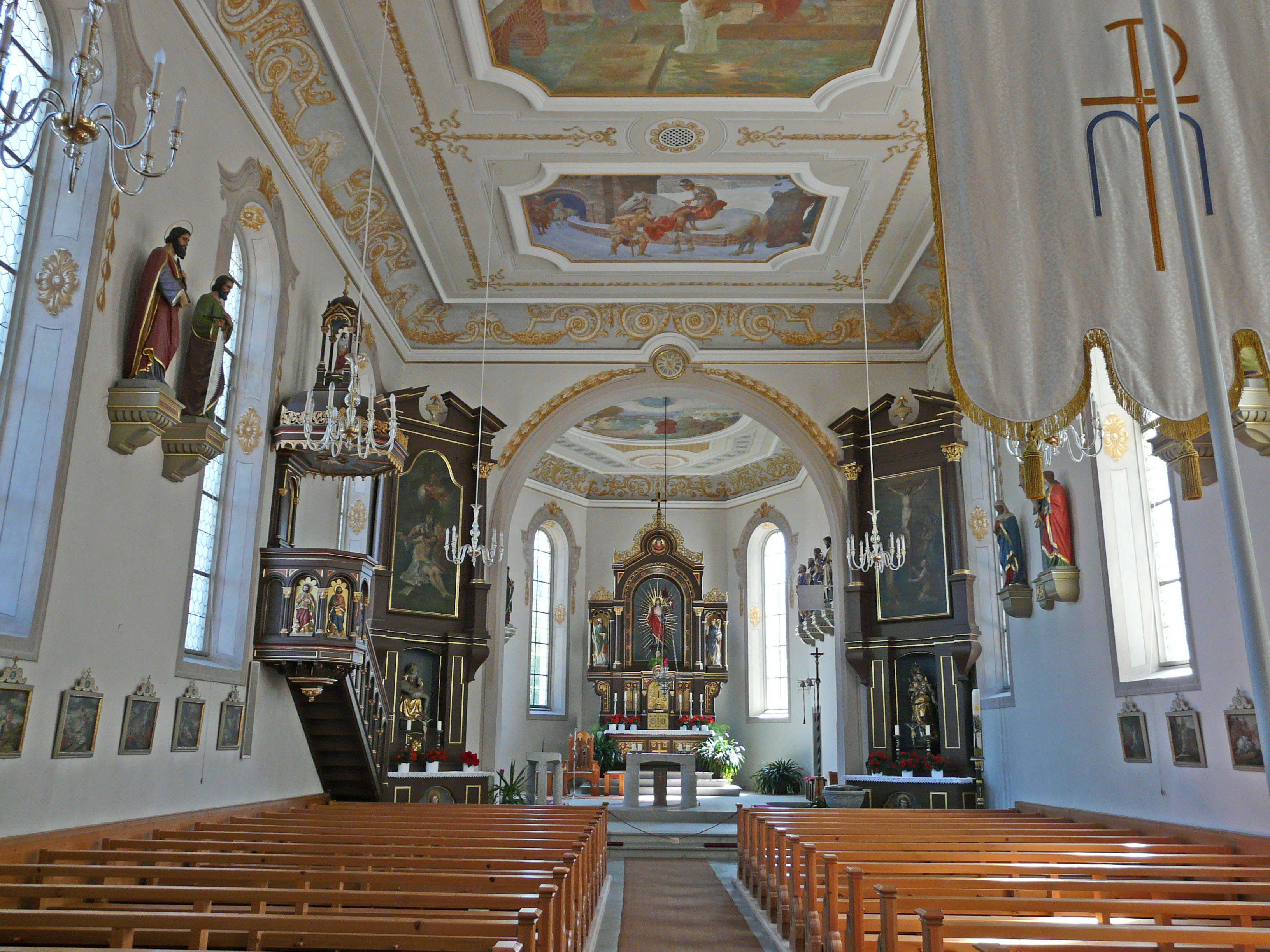
Kirche in Röthenbach (Allgäu)
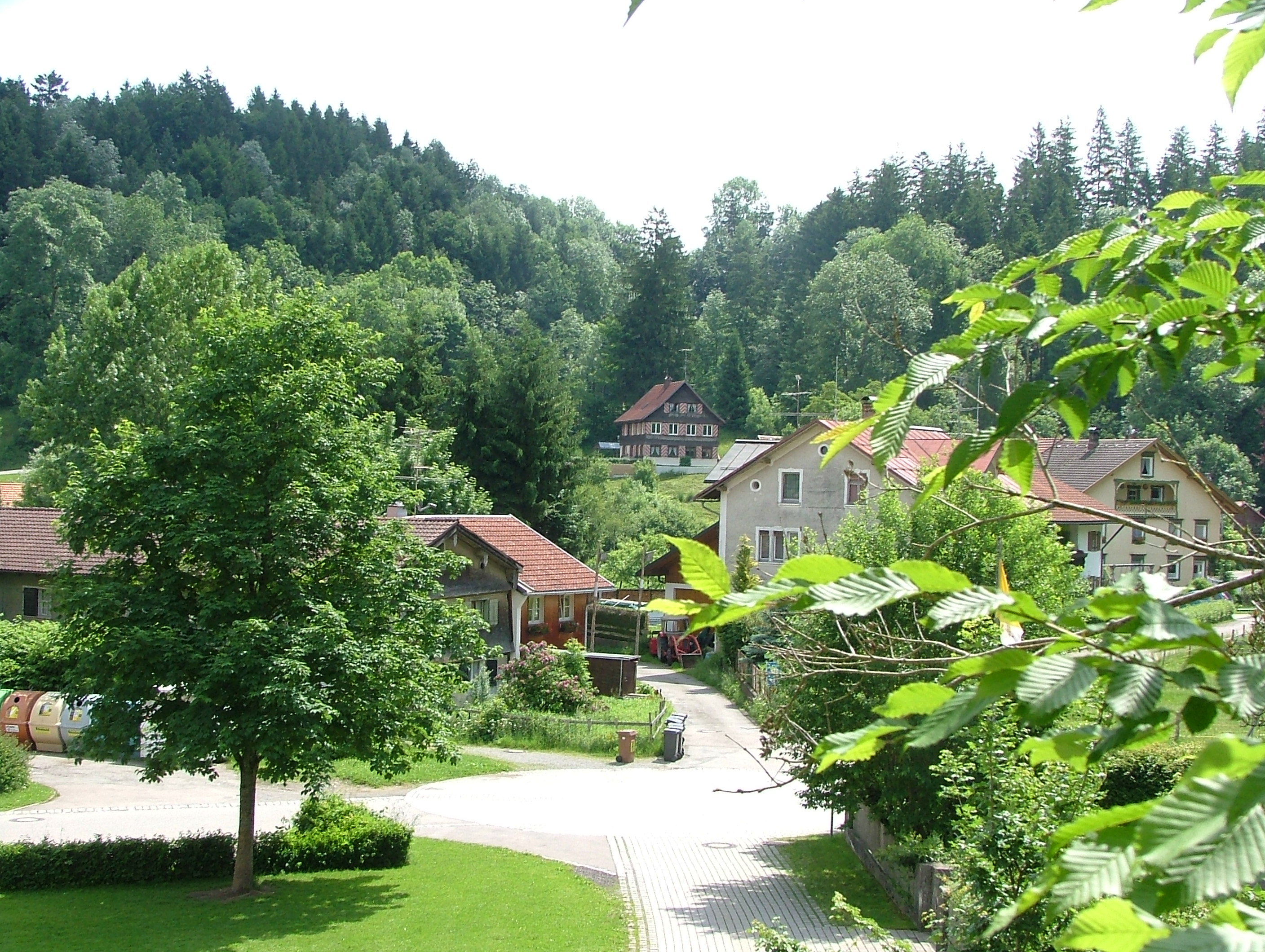
Röthenbach Ort
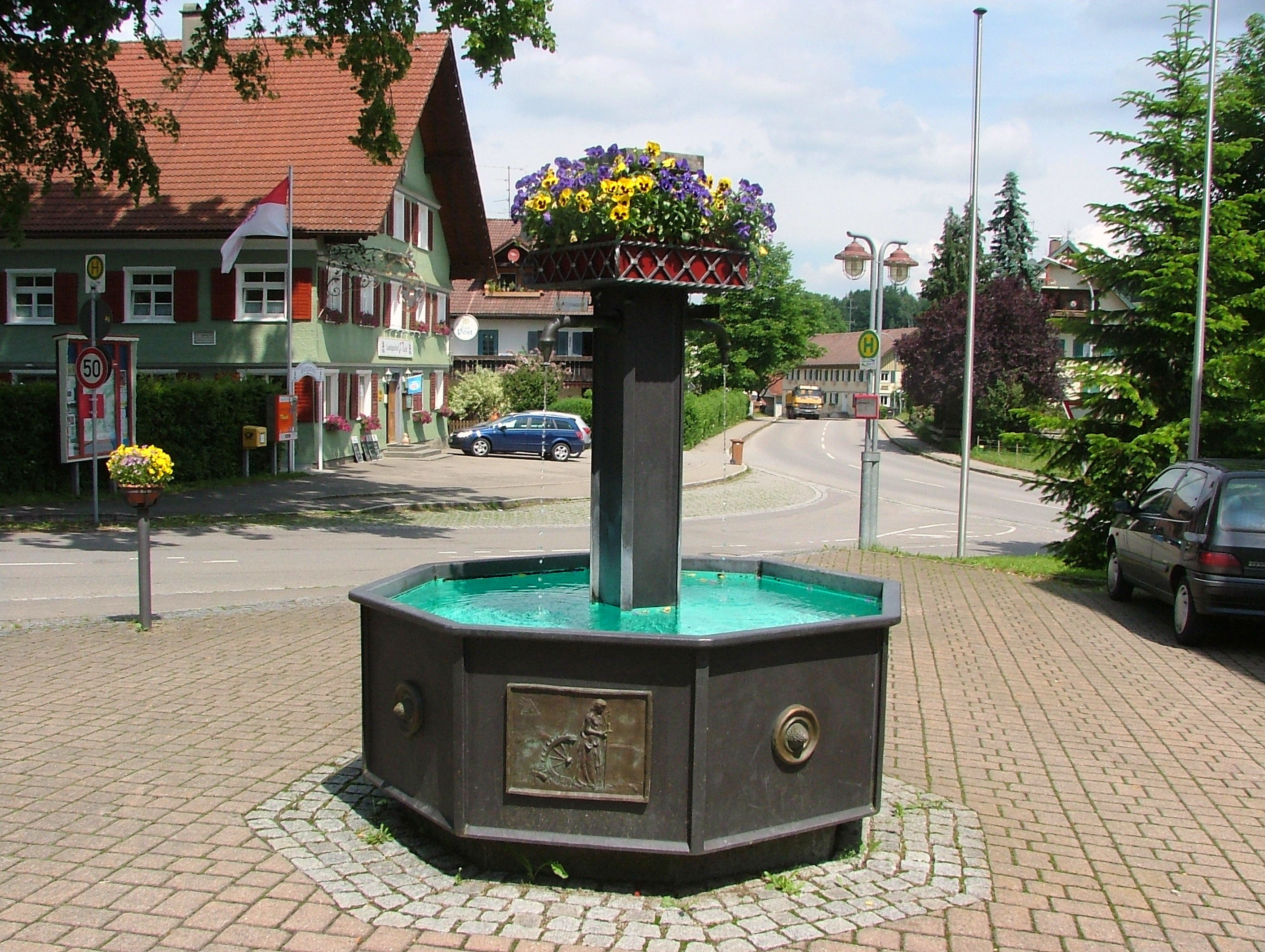
Röthenbach Ortsmitte Brunnen
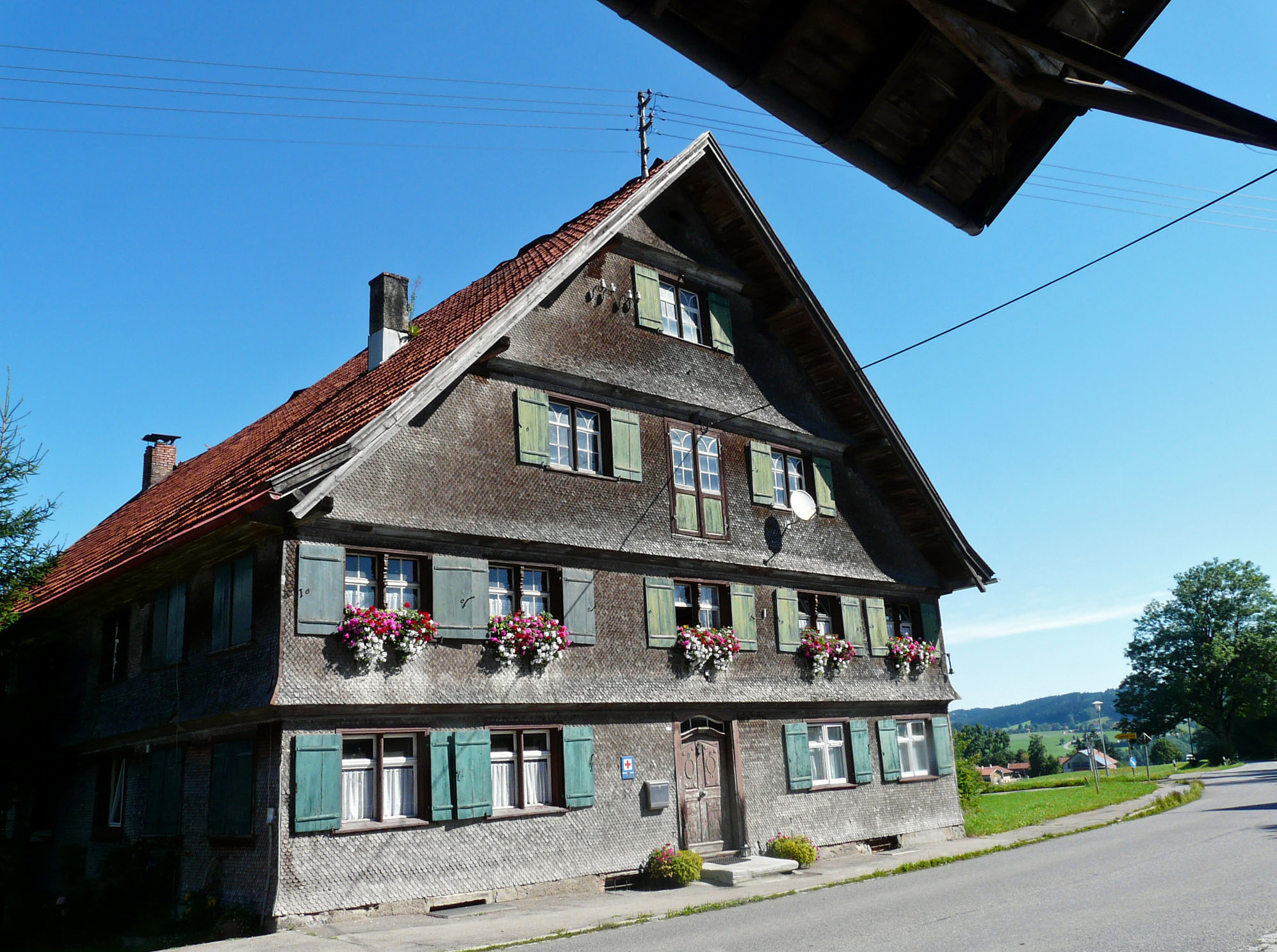
Steinegaden 146

## Persönlichkeiten
- Josef Rottenkolber (1890–1970), Gymnasiallehrer und Historiker
- Walther H. Lechler (1923–2013), Psychiater und Psychotherapeut, Begründer des Bad Herrenalber Modells
- Paul Bieber (* 1983), deutscher Rekordhalter im Distanz-Eisschwimmen und im Eismeilen-Schwimmen, Weltmeister und Vizeweltmeister im Winterschwimmen.[10]